# Songino
Le sum de Songino (mongol : ᠰᠣᠩᠭᠢᠨ᠎ᠠ
ᠰᠤᠮᠤ, cyrillique : Сонгино сум, MNS : Songino sum) (signifie oignon) est situé dans l'aïmag (ligue) de Zavkhan, en Mongolie. Sa population était de 1 921 habitants en 2005.

## Photos

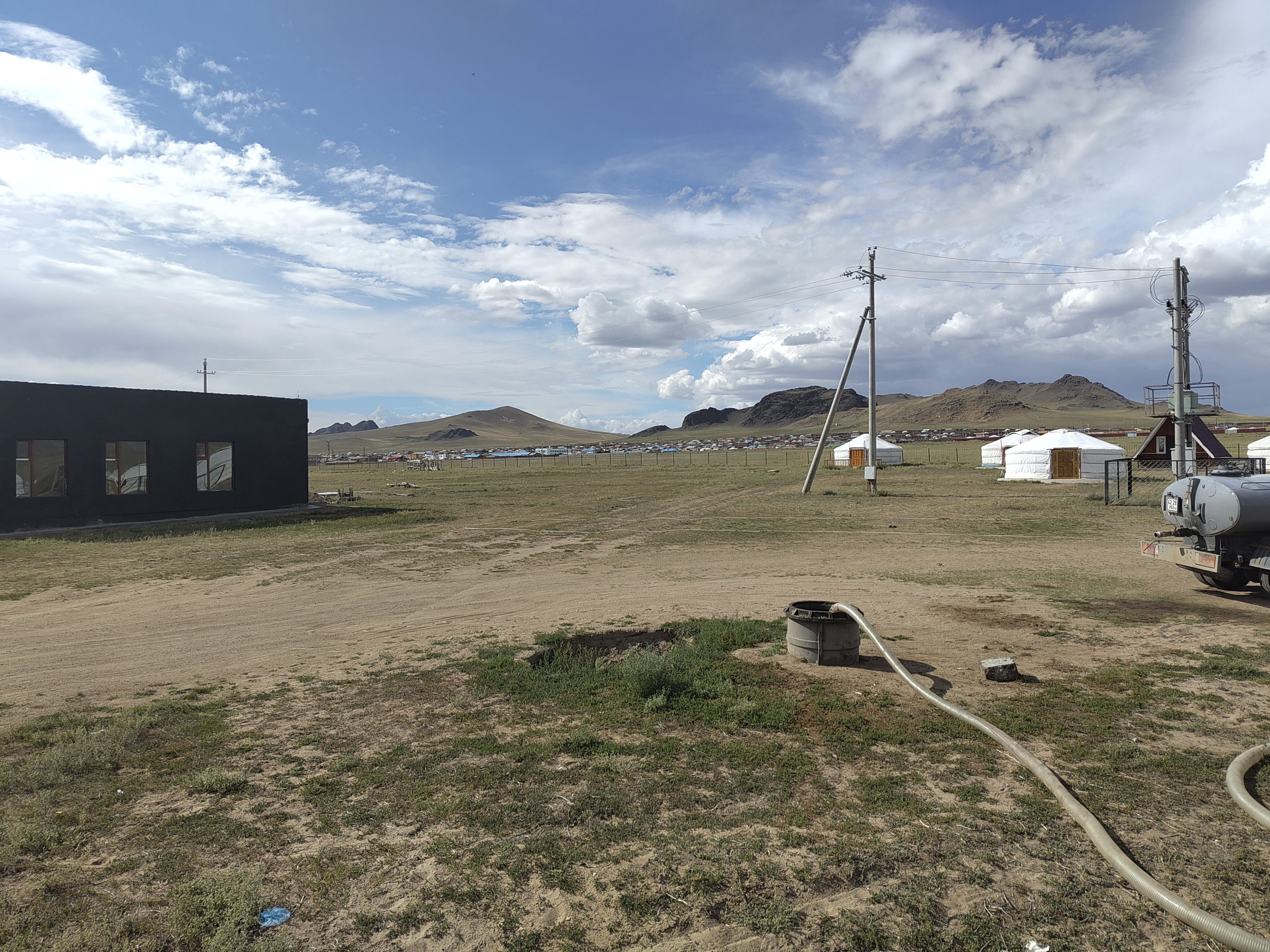
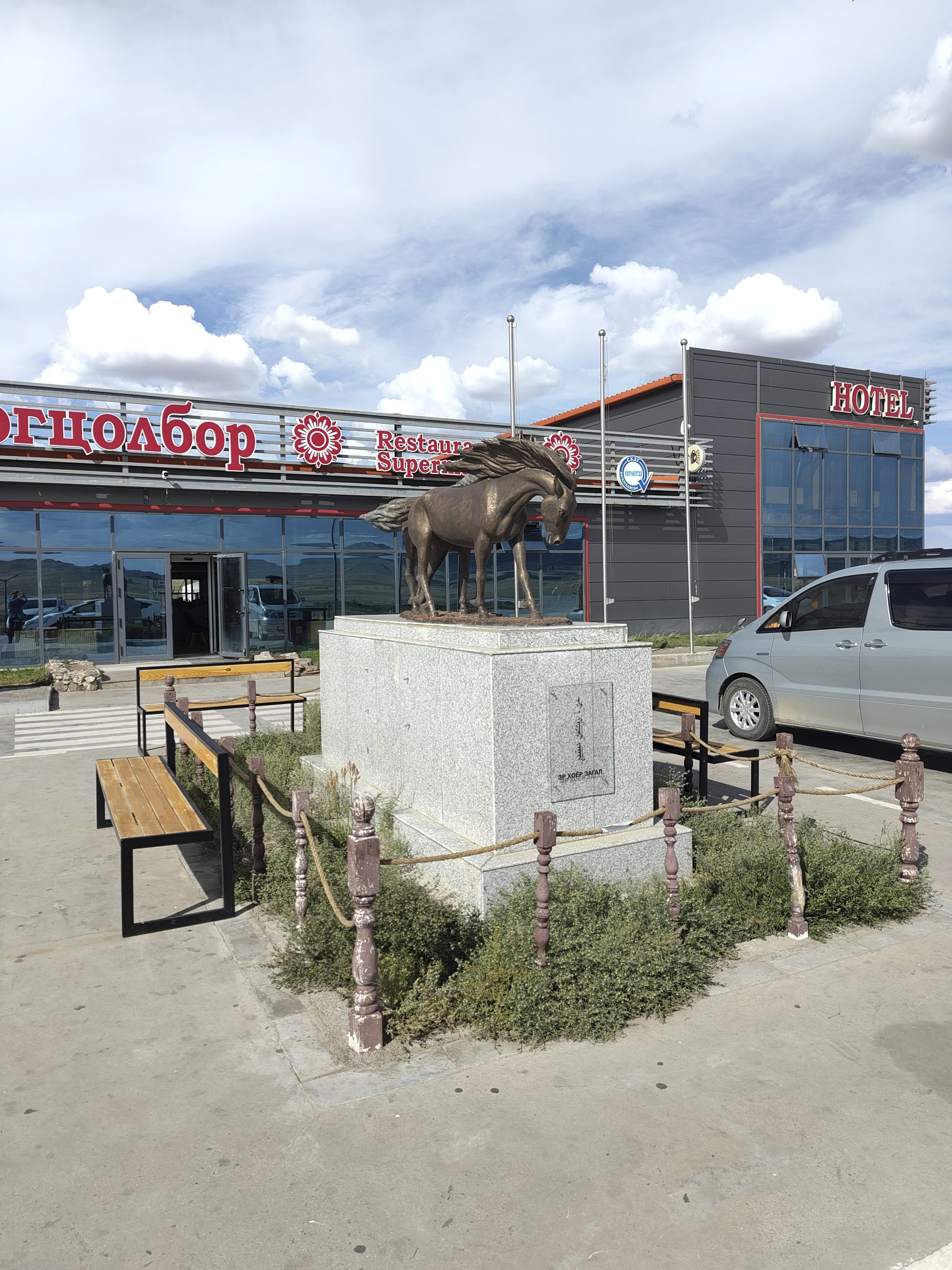
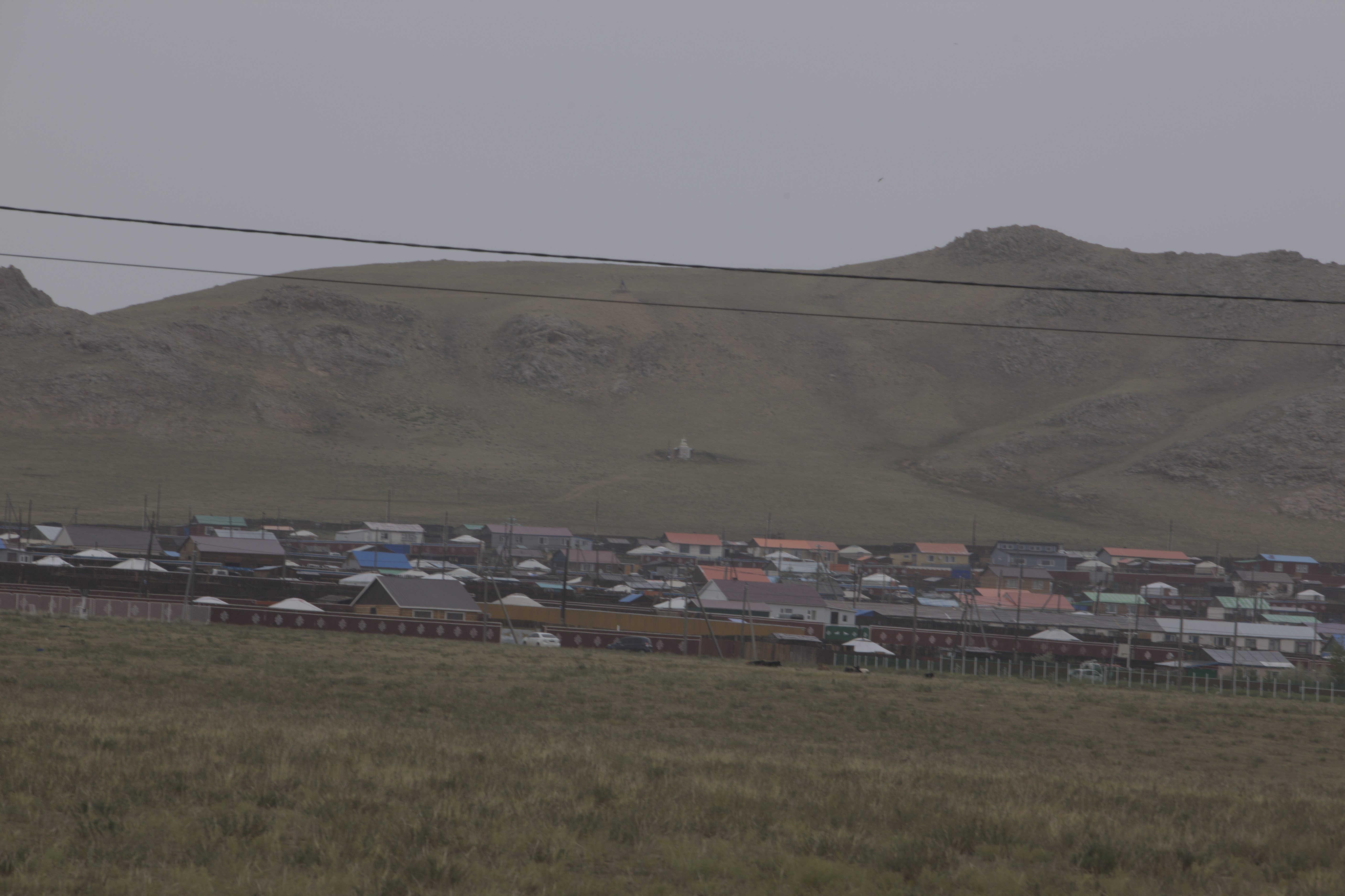
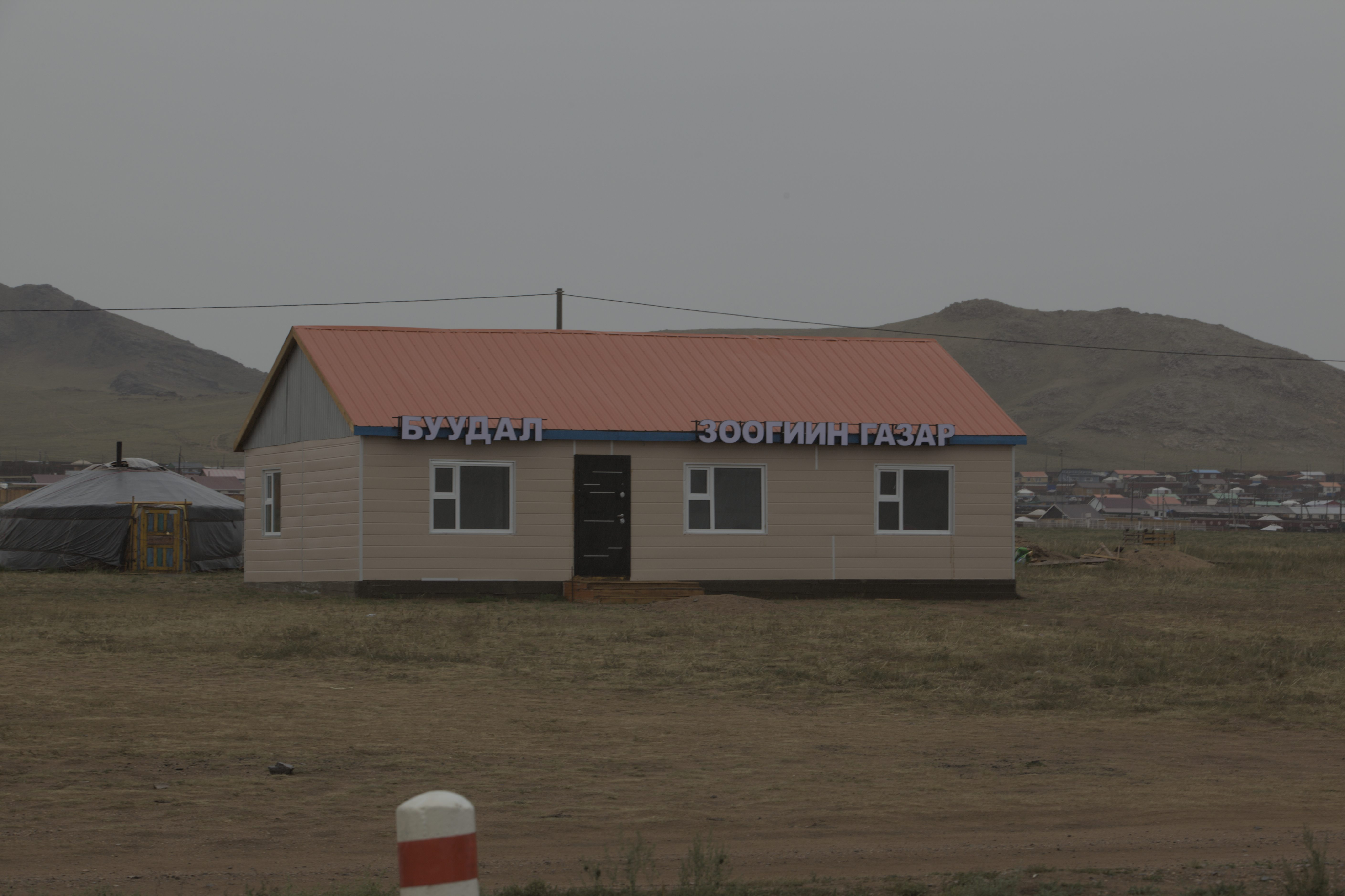